# Cryptastichus sabo
Cryptastichus sabo is een vliesvleugelig insect uit de familie Eulophidae. De wetenschappelijke naam is voor het eerst geldig gepubliceerd in 1998 door LaSalle.